# Чирката
Чирката — село в Гумбетовском районе Дагестана.
Образует сельское поселение село Чирката как единственный населённый пункт в его составе. 

## Географическое положение
Расположено в живописной долине реки Андийское Койсу на высоте 450 м над уровнем моря. Село граничит с юга с селом Ашильта.

## Население
| 1869  | 1888  | 1895  | 1926  | 1939  | 1970  | 1989  |
| ----- | ----- | ----- | ----- | ----- | ----- | ----- |
| 428   | ↗636  | ↗639  | ↗819  | ↗831  | ↗1032 | ↗1264 |
| 2002  | 2010  | 2012  | 2013  | 2014  | 2015  | 2016  |
| ↗1813 | ↗1923 | ↗1938 | ↗1951 | ↗1984 | ↗2010 | ↘2001 |
| 2017  | 2018  | 2019  | 2020  | 2021  | 2023  | 2024  |
| ↗2025 | ↗2047 | ↗2074 | ↗2086 | ↗2196 | ↗2222 | ↗2237 |
| 2025  |       |       |       |       |       |       |
| ↗2260 |       |       |       |       |       |       |

Моноэтническое аварское село.

## История
Первые поселения на этой территории относятся к V—VIII векам до нашей эры, о чём свидетельствуют наскальные изображения в местности Харитани. На территории села было много хуторов, родово-тухумных поселений, которые объединились в одно большое село примерно в IX веке, в связи с принятием жителями села ислама. Арабский полководец шейх Абул-Муслим, распространитель ислама в Дагестане, оставил в Чирката своего брата Алисултана, объединивший хутора в одно большое село. Похоронен Алисултан в сельском кладбище. У въезда в село стоит башня, возведенная в его честь примерно в IX веке.

Чирката являлась четвёртой по счёту столицей Северо-Кавказского Имамата. 